# Anarrhinum intermedium
Anarrhinum intermedium là một loài thực vật có hoa trong họ Mã đề. Loài này được C.Simon mô tả khoa học đầu tiên năm 1979.